# Čunskij
Čunskij (in russo Чунский?) è un insediamento di tipo urbano della Russia, situato nell'Oblast' di Irkutsk e capoluogo dell'omonimo rajon.